# تنفس لساني بلعومي
التنفس اللساني البلعومي أو النفخ اللساني البلعومي أو الضخ الشدق أو تنفس الضفدع هو وسيلة لضخ الهواء في الرئتين لأحجام أكبر مما يمكن أن تحققه عضلات تنفس الشخص (أكبر من القدرة الشهية القصوى). تتضمن هذه التقنية استخدام المزمار لإضافة جهد شهيق عن طريق ابتلاع بلعات من الهواء في الرئتين. يمكن أن يكون مفيدًا للأفراد الذين يعانون من ضعف عضلات الشهيق ولا قدرة على التنفس بشكل طبيعي من تلقاء أنفسهم.
لوحظ هذه التقنية لأول مرة من قبل الأطباء في أواخر الأربعينيات من القرن الماضي في مرضى شلل الأطفال في مستشفى رانشو لوس أميجوس، في لوس أنجلوس، بواسطة دكتور كلارنس دبليو ديل ووصفها لأول مرة الدكتور ديل في عام 1951 في مجلة كاليفورنيا ميديسن.
يمكن مساعدة كل من وظيفة عضلة الشهيق والزفير بشكل غير مباشر بواسطة البث العام في جورجيا. يمكن أن يوفر البث العام في جورجيا للفرد عضلات شهيق ضعيفة ولا توجد سعة حيوية أو تنفس بدون التنفس الصناعي مع تهوية سنخية طبيعية وأمان مثالي عند عدم استخدام جهاز التنفس الصناعي أو في حالة فشل جهاز التنفس الصناعي المفاجئ ليلاً أو نهارًا. تتضمن هذه التقنية استخدام المزمار لإضافة جهد شهيق عن طريق بلع من الهواء في الرئتين. ينغلق المزمار مع كل بلعة. عادة ما يتكون نفس واحد من 6 إلى 9 جرعات من 40 إلى 200 مل لكل منهما. خلال فترة التدريب، يمكن مراقبة كفاءة البث العام في جورجيا عن طريق قياس مليلتر من الهواء في كل جرعة، وجرعات في كل نفس، وأنفاس في الدقيقة. يتوفر دليل تدريبي والعديد من مقاطع الفيديو، تم إنتاج أكثرها تفصيلاً في عام 1999. بالنسبة لأولئك الذين لا يستطيعون إتقان البث العام في جورجيا، غالبًا ما يكون ذلك بسبب عدم قدرة الحنك الرخو على سد الأنف.
على الرغم من أن ضعف العضلات البلعومي الحاد يمكن أن يحد من فائدة البث العام في جورجيا، فقد استشهد الباحثون بمستخدمي جهاز التنفس الصناعي حثل عضلي دوشيني الذين كانوا ناجحين جدًا في استخدامه. ما يقرب من 60% من مستخدمي جهاز التنفس الصناعي الذين ليس لديهم قدرة ذاتية على التنفس ووظيفة عضلة بصلي جيدة يمكنهم استخدام البث العام في جورجيا للتنفس المستقل من فترة دقائق حتى اليوم كله. استيقظ المرضى الذين ليس لديهم قدرة حيوية من النوم باستخدام البث العام في جورجيا لاكتشاف أن أجهزة التهوية الخاصة بهم لم تعد تعمل. البعض خرج من تلقاء نفسه من تخدير ضفدع يتنفس والبعض الآخر من التشنجات الضخمة بشكل مفاجئ دون أن يكون مزرقًا.